# Murphy's Law (gruppo musicale)
Murphy's Law sono un gruppo hardcore punk di New York. Nonostante il cantante Jimmy Gestapo sia rimasto l'unico dei membri fondatori del gruppo, i membri in continuo cambiamento sono confluiti in band successive, come gli Skinnerbox, i Dog Eat Dog, gli Hanoi Rocks, gli Agnostic Front, D Generation e Misfits. Il loro album del 1991  "The Best Of Times" contiene produzioni dei Fishbone. Jimmy G è anche uno dei principali del "Lower East Side's New York Hardcore Tattoos".

## Lista incompleta dei membri della band (passati e presenti)
- Jimmy Gestapo (vero nome Jimmy Drescher) (voce)
- Todd Youth (dei Danzig, Agnostic Front, Warzone e D-Generation) (chitarra)
- Sami Yaffa (degli Hanoi Rocks e New York Dolls) (basso)
- Sal Villaneuva (basso)
- Scabbin Scally
- Pete Martinez (basso)
- Chuck Valle (basso)
- Brian Ellingham (aka Pico Da Bass) (dei F.O. the Smack Magnet) (basso)
- Tommy Kennedy (basso)
- Eddie Cohen (basso)
- Dean Rispler (basso)
- J.R. (basso)
- Sean Kilkenny (dei Dog Eat Dog e Mucky Pup) (chitarra)
- Dan Nastasi (dei Dog Eat Dog, Nastasee e Mucky Pup) (chitarra)
- Rick Bacchus (chitarra)
- Alex "Uncle Al" Morris (chitarra)
- Larry "the Hunter" Nieroda (dei Subzero, Son of Skam, Loved & Hated e Inhuman)(chitarra)
- Chris "Redd" Kerrigan (The Kid Henry, Lockdown, Those Hated Hearts, Necktangle, Revenge of the Dragon, Year of the Locust, Black Market Hero) (chitarra)
- Jack Flanagan (chitarra)
- Erick "Epic" Hartz (chitarra)
- Jason Burton (Not A Part Of It) (chitarra attuale)
- Eric "Goat" Arce (dei Crown of Thornz, Skarhead, Merauder)(batteria)
- Harley Flanagan (dei Cro-Mags) (batteria)
- Michael McDermott (degli Skinnerbox e dei Bouncing Souls) (batteria)
- Petey Heinz (dei Cro-Mags)(batteria)
- J. Colangelo (batteria)
- Donny Didjits (batteria)
- Nick Angil

eri (batteria)
- Doug Beans (batteria)
- John Sullivan (aka SulliSkin) (batteria)
- Seaton Hathcock III (aka Raven) (sassofono)
- Joseph Bowie (trombone)
- Jeff "Django" Baker (degli Skinnerbox e Stubborn All-Stars) (trombone)
- Danny Dulin (degli Skinnerbox e Stubborn All-Stars) (tromba)
- John Mulkerin (tromba)
- Johnny Banks (tromba)

## Discografia
- Bong Blast (1983) Spliff Records
- Murphy's Law (1986) Profile Records
- Back With A Bong (1989) Profile Records
- The Best of Times (1991) Relativity Records
- Monster Mash (1991) Relativity Records – 7" single
- Good for Now EP (1993) We Bite Records
- Murphy's Law / Back With A Bong (1994) Another Planet – CD split ristampato
- My Woman from Tokyo (1995) – singolo split da 7" solo per il Giappone
- Dedicated (1996) Another Planet
- What Will The Neighbors Think? (1996) Another Planet – singolo 7"
- Genkika (1996) – singolo split da 7" solo per il Giappone
- Kansai Woman (1996) – singolo da 7" solo per il Giappone
- Quality Of Life (1998) NG Records – singolo split da 7"
- The Best Of Times / Good For Now (2000) Artemis Records – CD split ristampato
- The Party's Over (2001) Artemis Records
- Beer, Smoke, And Live (2002) P.O.P. Records
- The Best (2005) NYHC Tattoos Records
- Covered (2005) NYHC Tattoos Records

## Compilation
- How To Start A Fight (1996) Side One Dummy Records
- Show & Tell - A Stormy Remembrance Of TV Themes (1997) Which? Records
- Creepy Crawl Live (1997) Another Planet
- Music To Kill For (1998) Triple Crown Records
- City Rockers: A Tribute To The Clash (1999) Side One Dummy Records
- Never Mind The Sex Pistols: Here's The Tribute (2000) Radical Crown Records
- Under The Influence - A Tribute To The Clash, The Cure, and The Smiths (2001) Triple Crown Records
- The World Wide Tribute To The Real Oi! Volume 2 (2002) Too Damn Hype Records
- Jager Music Volume 2 (2002) jagermusic.com Records
- Warped Tour 2002 Tour Compilation (2002) Side One Dummy Records